# Erich Jacob
Erich Jacob, auch Jakob (* 22. Dezember 1907 in Königs Wusterhausen; † 5. Juni 1974 in Braunschweig) war ein deutscher Polizeibeamter zur Zeit des Nationalsozialismus.

## Leben und Wirken
Nach dem Schulbesuch, den er 1926 mit der Reifeprüfung beendete, besuchte Jacob – dem das eigentlich favorisierte Ingenieurstudium aus finanziellen Gründen unmöglich war – ab 1927 als Polizeianwärter die Polizeischule Treptow. Im selben Jahr wurde er zum Polizeiwachtmeister ernannt und 1928 wurde zur Bereitschaftspolizei Schneidemühl versetzt.
1934 bestand Jacob einen auf eigenen Wunsch absolvierten Lehrgang beim Polizei-Institut Charlottenburg mit der Note „Gut“. Anschließend wurde er zum Leiter einer Dienststelle bei der Berliner Mordinspektion und am 15. März 1935 zum Kriminalkommissar ernannt. Im Herbst 1935 wurde Jacob zum Leiter des Abtreibungsdezernats der Berliner Kripo ernannt.
Im Oktober 1936 wurde Jacob in die in diesem Jahr gegründete Reichszentrale zur Bekämpfung der Homosexualität und Abtreibung berufen, die im Zuge des neu eingerichteten Reichskriminalpolizeiamts entstand. In dieser Institution, mit deren Leitung zunächst Josef Meisinger betraut wurde und die organisatorisch als Referat II 2 S im Geheimen Staatspolizeiamt untergebracht war, übernahm Jacob die Leitung des Sachgebietes II 2 S (Bekämpfung der Abtreibung im Reichsmaßstabe). Er trat 1938 der SS bei, bei der er 1942 bis zum SS-Hauptsturmführer befördert wurde. Noch vor der Gründung des Reichssicherheitshauptamtes (RSHA) wurde Jacob im Frühjahr 1938 als Kriminalrat Nachfolger von Meisinger als  Leiter der nun im Amt V des RSHA untergebrachten Reichszentrale ernannt. In dieser Eigenschaft oblag ihm in den folgenden Jahren die reichsweite Koordination der polizeilichen Maßnahmen des NS-Staates gegen Homosexualität und Abtreibung. Als Stellvertreter von Gerhard Nauck war Jacob seit November 1940 zudem stellvertretender Leiter der Reichszentrale zur Bekämpfung der Sittlichkeitsdelikte.
Er beantragte am 14. März 1940 die Aufnahme in die NSDAP und wurde zum 1. Juni 1940 aufgenommen (Mitgliedsnummer 7.619.750).
Im Juli 1943 wurde die Reichszentrale reorganisiert: Jacob blieb ihr kriminalistischer Leiter, mit dem Psychiater Carl-Heinz Rodenberg wurde ihm ein wissenschaftlicher Leiter zur Seite gestellt, der einige seiner Befugnisse übernahm.
Nach dem Ende des Zweiten Weltkrieges befand sich Jacob von Oktober 1945 bis Januar 1946 in alliierter Internierung. Nach seiner Entlassung verrichtete er Gelegenheitsarbeiten und ließ sich schließlich als Detektiv in Braunschweig nieder. Aufgrund seiner Tätigkeiten im RSHA wurden 1964 Ermittlungen gegen ihn aufgenommen, jedoch mangels belastender Erkenntnisse wieder eingestellt. Er starb am 5. Juni 1974 in Braunschweig.